# Generale (Premiata Forneria Marconi)
Generale è un brano musicale del gruppo progressive rock italiano Premiata Forneria Marconi, composto nel 1972 da Franco Mussida e Flavio Premoli.

## Descrizione
Il pezzo, noto come brano strumentale, fu in seguito arricchito con un testo ironico scritto dal poeta Peter Sinfield – già componente dei King Crimson – per la versione inglese intitolata Mr. 9 till 5. Tratto dall'album Per un amico (1972) è uno dei pezzi di punta nelle esibizioni dal vivo, dove viene ampiamente dilatato per lasciare spazio ai virtuosismi musicali.

## Formazione
- Franz Di Cioccio – batteria
- Flavio Premoli – tastiere
- Franco Mussida – chitarra
- Giorgio Piazza – basso
- Mauro Pagani – violino, ottavino